# Christophe Manin
Christophe Manin (ur. 12 lipca 1966 w Saint-Marcellin) – francuski kolarz szosowy, brązowy medalista mistrzostw świata w kategorii amatorów.

## Kariera
Największy sukces w karierze Christophe Manin osiągnął w 1989 roku, kiedy zdobył brązowy medal w wyścigu ze startu wspólnego amatorów na mistrzostwach świata w Chambéry. W zawodach tych wyprzedzili go jedynie Polak Joachim Halupczok oraz inny Francuz - Eric Pichon. Był to jednak jedyny medal wywalczony przez Manina na międzynarodowej imprezie tej rangi. Ponadto wygrał między innymi włoski Giro delle Regioni oraz francuski Tour Nivernais Morvan w 1989 roku. Dwukrotnie startował w Tour de France, najlepszy wynik osiągając w 1994 roku, kiedy zajął 64. miejsce. Zajął także 92. miejsce w Giro d'Italia 1993 oraz 46. miejsce w Vuelta a España w 1991 roku. Nigdy nie wystartował na igrzyskach olimpijskich. W 1990 roku zdobył brązowy medal mistrzostw Francji w wyścigu ze startu wspólnego. W 1999 roku zakończył karierę.